# Walferdange
Walferdange (Luxemburgs: Walfer, Duits: Walferdingen) is een gemeente in het Luxemburgse Kanton Luxemburg. De gemeente heeft een totale oppervlakte van 7,06 km² en telde 6826 inwoners op 1 januari 2007. De plaats is bekend geworden doordat prins Hendrik der Nederlanden het kasteel Walferdange van 1850 tot zijn dood in 1879 gebruikte als zijn residentie als stadhouder van Luxemburg. Het kasteel is in 2024 onderdeel van de deelcampus van de Universiteit van Luxemburg.

## Evolutie van het inwoneraantal
| Jaar                              | 2001 | 2002 | 2003 | 2004 | 2005 |
| --------------------------------- | ---- | ---- | ---- | ---- | ---- |
| Inwoneraantal                     | 6437 | 6451 | 6495 | 6628 | 6604 |
| Opmerking: tellingen op 1 januari |      |      |      |      |      |

## Geboren
- Jean Schaack (1895-1959), schilder